# Matelea pyrrhotricha
Matelea pyrrhotricha är en oleanderväxtart som först beskrevs av Joseph Decaisne, och fick sitt nu gällande namn av J. Fontella Pereira. Matelea pyrrhotricha ingår i släktet Matelea och familjen oleanderväxter. Inga underarter finns listade i Catalogue of Life.